# The Lost King
Pour plus de détails, voir Fiche technique et Distribution.
The Lost King est un film britannique réalisé par Stephen Frears et sorti en 2022. Il s'inspire de l'histoire vraie de Philippa Langley, qui a entrepris ses propres recherches pour retrouver les restes du roi Richard III.
Il est présenté en avant-première au festival international du film de Toronto 2022.

## Synopsis
Philippa Langley vit à Edimbourg. Elle souffre du syndrome de fatigue chronique, est sur une voie de garage sur le plan professionnel. Séparée de son mari, elle est mère de deux adolescents.
Un soir, elle va voir avec son fils ainé la pièce Richard III de William Shakespeare. Très impressionnée par la pièce, elle se documente sur le roi Richard III, et acquiert vite la conviction que l'image très négative qu'en donne Shakespeare ne correspond pas à la réalité. Elle rejoint une association ricardienne, et se met à avoir des visions pendant lesquels le roi lui apparaît, sous les traits de l'acteur qui l'interprétait dans la pièce.
Elle devient rapidement obsédée par le sujet et se met en tête de retrouver l'endroit où Richard III a été enterré. Selon certaines sources, son corps aurait été jeté dans la rivière Soar après la bataille de Bosworth au cours de laquelle Richard III a trouvé la mort, mais d'autres sources orientent Philippa Langley vers l'église d'un monastère à Leicester, démolie lors de la Réforme anglicane et dont personne ne connaît plus l'emplacement exact.
Lors d'une conférence à Leicester, Philippa rencontre l'historien John Ashdown-Hill, qui a mené des recherches de généalogie génétique et a retrouvé une lointaine descendante de la sœur de Richard III. Il lui conseille de rechercher la tombe dans des espaces non bâtis, car pendant plusieurs siècles, on a évité de construire sur les espaces anciennement occupés par des monastères. En marchant dans Leicester, elle se retrouve par hasard dans un parking et a l'intuition que la tombe du roi pourrait bien s'y trouver.
Philippa contacte Richard Buckley, archéologue à l'université de Leicester, qui commence par rejeter sa démarche, avant de la contacter à nouveau lorsque l'université lui coupe son financement. Philippa présente son projet aux autorités municipales de Leicester, qui approuvent le projet malgré le scepticisme du représentant de l'université. Mais lorsqu'une première investigation à l'aide d'un radar ne permet pas de retrouver d'indices probants, la municipalité retire son soutien. Philippa décide alors de faire appel au Financement participatif, avec succès.
Les fouilles peuvent commencer, et on retrouve assez rapidement deux fémurs humains, que Richard Buckley pense être ceux d'un moine enterré en dehors de l'église. Philippa insiste malgré tout pour que l'on exhume l'intégralité du squelette, qui s'avère avoir une blessure à la tête compatible avec les descriptions contemporaines des circonstances de la mort du roi, et une colonne vertébrale déformée, alors que certaines sources historiques laissent soupçonner que Richard III souffrait d'une scoliose. Les analyses génétiques permettent d'identifier le corps définitivement.
L'université de Leicester se dépêche de s'attribuer le projet, et réengage Richard Buckley. Lors de la conférence de presse organisée pour annoncer la nouvelle, Philippa est mise de côté. Le roi a droit à des funérailles solennelles dans la cathédrale de Leicester.   Le travail de Philippa finira par être reconnu car trois ans plus tard elle sera décorée de l’Ordre de l’Empire britannique.

## Fiche technique
Sauf indication contraire, les informations mentionnées dans cette section peuvent être confirmées par la base de données cinématographiques IMDb,  présente dans la section « Liens externes ».
- Titre original : The Lost King
- Réalisation : Stephen Frears
- Scénario : Steve Coogan et Jeff Pope
- Musique : Alexandre Desplat
- Direction artistique : Jean Kerr
- Décors : Andy Harris
- Costumes : Rhona Russell
- Photographie : Zac Nicholson
- Montage : Pia Di Ciaula
- Production : Steve Coogan, Christine Langan, Dan Winch
  - Coproduction : Wendy Griffin
  - Production déléguée : Jenny Borgars, Philippa Langley, Cameron McCracken, Jeff Pope et Andrea Scarso
- Sociétés de production : Pathé, BBC Films, Baby Cow Productions, Ingenious Media et Magaritz Productions
- Sociétés de distribution : Warner Bros. (Royaume-Uni), Pathé Distribution (France)
- Pays de production :  Royaume-Uni
- Langue originale : anglais
- Format : couleur — son Dolby Digital
- Genre : comédie dramatique
- Durée : 108 minutes
- Dates de sortie[1] :
  - Canada : septembre 2022 (festival de Toronto)
  - Royaume-Uni : 7 octobre 2022
  - France : 6 novembre 2022 (Festival d'Arras) ; 29 mars 2023 (sortie nationale)
  - Belgique : 29 mars 2023

## Distribution
- Sally Hawkins (VFB : Éléonore Meeus) : Philippa Langley
- Steve Coogan (VFB : Olivier Cuvellier) : John Langley, le mari de Philippa
- Harry Lloyd (VFB : Alexis Flamant) : Richard III / Pete, l'acteur de Richard III
- Mark Addy (VFB : Thierry Janssen) : Richard Buckley
- Lee Ingleby : Richard Taylor
- James Fleet (VFB : Olivier Cuvellier) : John Ashdown-Hill (en)
- Bruce Fummey (en) : Hamish
- Amanda Abbington : Sheila Lock
- John-Paul Hurley : Buckingham
- James Rottger (VFB : Benjamin Thomas) : Richmond
- Phoebe Pryce (VFB : Micheline Tziamalis) : Jo Appleby
- Philippa Langley : caméo (dans le public de la ré-inhumation de Richard III)

Version française dirigée par Marie-Line Landerwijn chez Dubbing Brothers, d'après une adaptation des dialogues de Manuel Delilez et Victoria Gravier-Britten. Informations extraites du carton de doublage français.

## Production
En novembre 2020, il est annoncé que Stephen Frears va réaliser un film avec un scénario écrit par Steve Coogan et Jeff Pope. Steve Coogan est également annoncé dans l'un des rôles principaux. En mars 2021, il est annoncé que Sally Hawkins incarnera l'historienne amateure Philippa Langley.

### Tournage
Le tournage débute en avril 2021. Il se déroule en Écosse, notamment à Édimbourg et ses environs (Morningside, Newtongrange,,, pont du Forth).

## Accueil

### Accueil critique
Dans le monde anglo-saxon, The Lost King reçoit de la part de l’agrégateur Rotten Tomatoes la note de 78 % pour un total de 117 critiques. Le site Metacritic donne quant à lui la note de 64⁄100 pour un total de 32 critiques.
En France, le site Allociné propose une moyenne de 3,2⁄5, fondée sur 26 critiques de presse.
Dans sa globalité, la presse française se montre plutôt positive à l'égard de cette docudrama aux traits historiques. Pour François Forestier (L'Obs), « Son aventure (authentique) [à Philippa Langley], racontée par Stephen Frears, est passionnante, malgré la minceur du sujet. Drôle et dramatique, le film est typique de Frears, génie du sucré-salé (My Beautiful Laundrette, The Queen). Les académiciens et les universitaires ont détesté le film. Nous, on aime beaucoup ».
Barbara Théate (Le Journal du Dimanche), sans être impressionnée par le film, s'est montrée plutôt séduite par le combat de cette femme : « Incarné avec un beau mélange de candeur et de ténacité par l’attachante Sally Hawkins (La Forme de l'eau), ce petit bout de femme atteinte du syndrome de fatigue chronique n’a jamais baissé les bras face aux multiples obstacles administratifs et aux universitaires qui l’ont moqué avant de financer une partie de ses recherches et s’approprier sa découverte. Les apparitions du sémillant roi sur son cheval apportent une touche d’humour bienvenue dans ce sympathique combat digne de David contre Goliath. ».

### Box-office
| Pays ou région        | Box-office        | Date d'arrêt du box-office | Nombre de semaines |
| --------------------- | ----------------- | -------------------------- | ------------------ |
| France                | 53 021 entrées    | en cours                   | en cours           |
| États-Unis            | 1 160 491 $       | 6 avril 2023               | 2                  |
| Royaume-Uni           | 1 879 734 $       | 5 janvier 2023             | 13                 |
| Total hors États-Unis | +003 237 554, USD | n/a                        | n/a                |
| Total mondial         | +004 398 045, USD | n/a                        | n/a                |

Pour son premier jour d'exploitation en France, The Lost King a réalisé 6 765 entrées, dont 3 406 en avant-première, pour un total de 564 séances proposées. En comptant pour ce premier jour les avant-premières, le film se positionne en sixième place du box-office des nouveautés pour sa journée de démarrage, derrière Bonne Conduite (9 984) et devant Apaches (5 789).
Au bout d'une première semaine d'exploitation en France, The Lost King totalise 37 431 entrées, pour un total de 3 823 séances. En ne comptabilisant pas les avant-premières, le long-métrage figure à la seizième place du box-office hebdomadaire, derrière Le Bleu du caftan et devant Apaches.

## Nominations
- British Independent Film Awards 2022 : meilleure performance dans un premier rôle pour Sally Hawkins
- International Film Music Critics Award 2022 : meilleure musique originale pour un film de comédie pour Alexandre Desplat